# Phillip King
Pour les articles homonymes, voir Phillip King et King.
Phillip King, né le 1er mai 1934 à Tunis et mort le 27 juillet 2021 à Londres, est un sculpteur britannique abstrait dont le travail se caractérise dès les années 1960 par l'assemblage d'éléments peints de couleurs vives. Il vit et travaille à Londres. Il est l'un des étudiants les plus connus d'Anthony Caro.

## Biographie
King a étudié la sculpture à l'École d'art de Saint-Martin en 1957-1958 avec Anthony Caro. L'année suivante, il a travaillé en tant qu'assistant d'Henry Moore tout en enseignant à la Saint-Martin School de Londres.
Après l'exposition de la « nouvelle génération » à la galerie de Whitechapel, King a participé à l'exposition séminale de 1966, « structures primaires » au Jewish Museum de New York qui représentait l'influence britannique sur le « nouvel art ».
En 1990, King a été nommé professeur émérite du Collège royal et a été président de la Royal Academy of Art de 1999 à 2004. En 1992, William Feaver écrivit à Londres que King était « le seul sculpteur de sa génération à se débarrasser de ce qu'il possédait afin d'explorer ce qui ne pouvait être programmé ».
En 2010, Phillip King a reçu le prix de l'International Sculpture Center pour l'ensemble de sa carrière de sculpteur.
En 2011, son travail a été représenté dans une exposition de la Royal Academy qui a exploré la sculpture britannique du XXe siècle.
En 2013, une importante rétrospective de son travail a été exposée au Consortium de Dijon.

## Œuvres
- Quill (1971) de King est visible à Rotterdam
- Zen Garden de King est visible sur l'Île de Portland, Dorset, Angleterre
- La Ronde de Rennes est visible à Saint-Jacques-de-la-Lande (France) à proximité de la station de métro Saint-Jacques - Gaîté

## Expositions
2017
- Galerie Lelong, Paris

2015
- Kistefos Museet

2014
- Duveen Galleries, Tate Britain, Londres
- Thomas Dane Gallery, Londres
- Ranelagh Gardens, Royal Hospital Chelsea, Londres

2013
- Le Consortium, Dijon

2012
- Speerstra Foundation, Apples

2011
- Flowers Cork Street, Londres

2008
- Bernard Jacobson Gallery, Londres

1997
- Forte de Belvedere, Florence

1996
- Yorkshire Sculpture Park, Wakefield

1993
- Musée des Beaux-Arts André Malraux, Le Havre

1992
- Yorkshire Sculpture Park, Wakefield
- Städtische Kunsthalle, Mannheim

1990
- Mayor Rowan Gallery, Londres

1987
- Nishimura Gallery, Tokyo

1983
- Juda Rowan Gallery, Londres

1981
- Hayward Gallery, Londres

1975
- Art Gallery & Museum, Aberdeen
- Museum and Art gallery, Portsmouth

1968
- Galerie Yvon Lambert, Paris
- Stadt Galerie, Bochum
- Whitechapel Art Gallery, Londres
- British Pavilion, Biennale de Venise [3]